# 王珮瑜
王珮瑜（1978年3月4日—），女，江苏蘇州人，中國京劇演員、歌手，余派（余叔岩）第四代傳人。

## 生平
王珮瑜初學京劇老旦，未进戏校前以《釣金龜》劇目獲得了江蘇省票友大賽第一名。1992年考入上海市戲曲學校专攻老生行当。1994年開始，王珮瑜分別在「寶鋼杯」、「藍島杯」、「梨園杯」的全國少兒京劇大賽中，榮獲了一等獎項。1999年考入上海師範大學表演藝術學院，2001年從學校畢業後進入了上海京劇院。

## 師承
上海市戏曲学校在校期间，王珮瑜师承王思及，學習余派戲目《失·空·斬》、《搜孤救孤》、《捉放曹》、《红鬃烈马》、《文昭關》、《大探二》、《烏盆記》、《擊鼓罵曹》等。先後又拜學於朱秉謙、關松安、孫岳、李甫春、王世續、曲永春、童強等，學演不同流派的劇目《法場換子》、《武家坡》、《打漁殺家》、《南陽關》、《群借華》、《夜奔》、《楊門女將》等。
王珮瑜另一種創新形式《老生常談》京劇清音會和《亂彈·三月》京昆演音會，其概念來源於清末的“清音桌”，即是清唱、不扮戲、不著戲服。

## 擅長劇目
- 《文昭關》[3]
- 《擊鼓罵曹》
- 《红鬃烈马》
- 《斷臂說書》
- 《烏盆記》
- 《四郎探母》
- 《失·空·斬》
- 《搜孤救孤》
- 《捉放曹》

## 奖项和荣誉
- 1994年，獲“寶鋼杯”全國優秀少年京劇邀請賽專業組一等獎
- 1996年，獲“藍島杯”海峽兩岸五戲校京劇邀請賽一等獎
- 1996年，參加“梨園杯”全國戲曲中專基本功大賽，榮獲華東區一等獎
- 2001年，獲全國京劇優秀青年演員評比展演一等獎
- 2001年，獲得全國青年京劇演員電視大賽最佳表演獎[4]
- 2002年，获得“第13届白玉兰戏剧奖主角奖”
- 2011年，獲得第二十五屆中國戲劇梅花獎
- 2016年，獲頒「2015中華文化人物」
- 2018年，当选为“上海市第十五届人民代表大会代表”
- 2019年，当选为“上海市青年联合会第十二届副主席”
- 2019年，国家级非物质文化遗产代表性项目京剧省（市）级代表性传承人

## 唱片
京剧之星 王珮瑜专辑
余音绕梁·瑜音绕梁
余脉相传
瑜书

## 外部連結
- 王珮瑜的新浪微博